# Walsh (Colorado)
Walsh é uma cidade  localizada no estado americano de Colorado, no Condado de Baca.

## Demografia
Segundo o censo americano de 2000, a sua população era de 723 habitantes.
Em 2006, foi estimada uma população de 667, um decréscimo de 56 (-7.7%).

## Geografia
De acordo com o United States Census Bureau tem uma área de
1,2 km², dos quais 1,2 km² cobertos por terra e 0,0 km² cobertos por água.

## Localidades na vizinhança
O diagrama seguinte representa as localidades num raio de 48 km ao redor de Walsh.